# Musaranya de Meester
La musaranya de Meester (Crocidura montis) és una espècie de musaranya que viu a Kenya, el Sudan, Tanzània i Uganda.